# Giovanna Bentivoglio Malvezzi
Giovanna Bentivoglio Malvezzi (Bologna, ... – Modena, 28 maggio 1429) è stata una nobildonna italiana, vissuta tra il XIV e il XV secolo.
La sua biografia è strettamente legata alle storia politica di Bologna dei primi decenni del Quattrocento ed è riportata in cataloghi biografici femminili del Quattrocento e dell'età risorgimentale, nei quali viene ricordata per le sue doti politiche e guerriere, per la sua intraprendenza e il valore dimostrato nel sostenere i Bentivoglio nelle contese con le famiglie rivali per la conquista del potere sulla città.

## Biografia
Nata negli ultimi decenni del Trecento, era la terzogenita di Giovanni I Bentivoglio (1358-1402) e della sua prima moglie Elisabetta di Cino da Castel San Pietro. Ebbe per fratelli Ercole e Anton Galeazzo Bentivoglio.
Il padre, signore di Bologna nel 1401, morì l'anno seguente nella battaglia di Casalecchio, dopo essere stato sconfitto dalle milizie del duca di Milano Gian Galeazzo Visconti, alleatosi con famiglie rivali per conquistare il potere.
In tenera età Giovanna venne promessa in sposa al figlio di Francesco II da Carrara, ultimo signore di Padova, ma sia lui che il padre morirono nel 1406 dopo essere stati deposti, incarcerati e uccisi dai veneziani. Nel 1411 andò in sposa a Gaspare Malvezzi, di ricca famiglia e fedele alleato dei Bentivoglio.

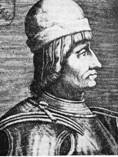
Giovanni I Bentivoglio, signore di Bologna

Giovanna amò l'arte e la letteratura, si dedicò allo studio dei classici, lesse Boccaccio, Dante e Petrarca, e fu sempre molto attiva nel coltivare e difendere gli interessi della famiglia: riporta Sabadino degli Arienti che spesse volte, mettendo da parte la sua timidezza, Giovanna diceva di rallegrarsi di avere tanti figli, perché essi avrebbero conquistato altri amici "al sangue Bentivoglio"; sosteneva infine che a mancarle era solo "'l segno virile per dare stato et reputatione a la casa Bentivoglia ad confusione de' suoi inimici".
Negli anni successivi alla morte del padre si susseguirono a Bologna diversi governi che riconobbero o meno l'autorità papale sul territorio; gli eventi politici furono tuttavia dominati dalle discordie tra le famiglie Bentivoglio e Canetoli per contendersi il potere della città.
Nel 1416 le due fazioni si allearono per cacciare i funzionari pontifici e Antonio Galeazzo venne nominato capo del governo dei Riformatori; qualche anno dopo le rivalità tra le due famiglie e i rispettivi alleati, mai assopite, ritornarono alla luce per sfociare nel gennaio 1420 in un vero e proprio scontro armato. 
L'antefatto consistette nel colpo di mano tentato da Galeazzo con l'occupazione del Palazzo comunale attraverso un'azione di forza, aiutato da una schiera di fedeli armati. Convinto di avere dalla sua parte il popolo e numerosi nobili, dovette affrontare l'immediata reazione della famiglia rivale dei Canetoli, che intervenne chiamando il popolo in piazza per reagire contro questo sopruso. L'intervento di alcuni stimati cittadini, che per evitare inutili spargimenti di sangue si frapposero tra le due schiere armate e pregarono il Bentivoglio di desistere dai suoi propositi, venne reso vano da una rissa scoppiata tra elementi delle opposte fazioni, subito degenerata.
Giovanna, venuta a conoscenza di quanto stava accadendo, organizzò e armò una schiera di amici e servi fedeli per correre in difesa del fratello, che riuscì ad avere la meglio sui Canetoli. 
Il nuovo consenso acquisito in città da Galeazzo a seguito di questa vicenda venne da lui speso provvedendo al rinnovo del Senato e all'elezione di una maggioranza amica; dei XVI Riformatori eletti, quasi tutti erano suoi sostenitori e "ogni cosa si faceva secondo il suo volere,  [...] che altro non gli mancava che il titolo di Signore di Bologna". Uno dei decreti approvati fu il bando comminato ad alcuni membri della famiglia Canetoli per aver attentato alla sicurezza della città, provvedimento che molti cittadini non approvarono, ma che venne eseguito. Le biografie di Giovanna aggiungono che ella avrebbe giudicato troppo benevola tale decisione, sostenendo la necessità di liberarsi dei nemici in via definitiva.

Stemma della famiglia Bentivoglio, 1469

Dopo che i fuoriusciti si rivolsero al papa Martino V, questi intervenne inviando a Bologna degli ambasciatori, per ricordare agli organi di governo le prerogative pontificie su quel territorio. Non ricevendo una risposta positiva, il papa gettò una scomunica sulla città e le mosse guerra. Un esercito con a capo il capitano di ventura Braccio da Montone, i signori di Fermo e di Imola e altri soldati e uomini d'arme, al servizio di Martino V, si diresse verso Bologna, mettendo a ferro e fuoco in contado. Il 17 maggio 1420 Anton Galeazzo si arrese e riconsegnò la città al papa, che mise come governatore un proprio legato. Ricevuto come compenso dal papa Castel Bolognese, Bentivoglio avrebbe fatto ritorno a Bologna solo quindici anni dopo, trascorsi, come condottiero, al servizio di Firenze e del papa, mentre il fratello Ercole sarebbe morto in duello nel 1423.
Nell'ottobre del 1420, con il consenso del pontefice, fecero ritorno in città i Canetoli, che si vendicarono perseguitando quanti si erano schierati con i Bentivoglio. Rimasta in città, Giovanna, con i suoi figli e il marito, di lì a qualche anno sarebbe intervenuta nuovamente nelle vicende politiche della città.
Nell'agosto 1428 i Canetoli, poco propensi a condividere il potere e preoccupati del riavvicinamento tra Bentivoglio e il papa Martino V, si misero a capo di una rivolta che, facendo leva sul malcontento popolare nei confronti del legato pontificio, permise loro di riconquistare la città, sconfessando l'autorità papale e inducendo Martino V a inviare nuovamente un esercito contro Bologna.
Nel dicembre 1428 Giovanna intervenne prendendo le parti a favore del papa, delle cui milizie il fratello Bentivoglio era uno dei capitani. Scrisse una lettera a Martino V descrivendogli in che modo poteva entrare in città e offrendogli il suo appoggio, ma i latori della missiva vennero intercettati, puniti, e lei costretta all'esilio con il marito e i figli.
Giunta a Modena, scrisse nuovamente al pontefice, pregandolo di non desistere dal riprendersi la città e raccomandandogli il fratello perché gli concedesse di fare ritorno a Bologna. Morì il 23 maggio 1429, poco dopo aver dato la luce Pirro, il suo dodicesimo figlio, fiaccata dalla fatica. Dei dodici figli, tre femmine e nove maschi, alcuni morirono in giovane età, altri - Achille, Virgilio, Ludovico, Ercole e Pirro - acquisirono fama nella seconda metà del Quattrocento sia nella politica che nell'arte militare.
Nel 1429 il capitano di ventura Iacopo Caldora, al servizio del papa, iniziò la campagna militare, conquistando numerosi castelli del contado bolognese. La città, tuttavia, resistette all'assedio e nel settembre le parti giunsero ad un accordo: il pontefice concesse al Comune un'ampia sfera di autonomia, in cambio del rientro del legato in città. In quell'occasione fece ritorno alla sua casa anche il marito di Giovanna, Gaspare Malvezzi, che per diversi anni evitò di essere coinvolto nelle scontro tra fazioni, mantenendo tuttavia la sua fedeltà ai Bentivoglio. Nel 1436 sposò Margherita Loiani.